# Erigyios
Erigyios (altgriechisch Ἐρίγυιος Erígyios; † 328 v. Chr.), Sohn des Larichos und Bruder des Laomedon, war ein Feldherr Alexanders des Großen.
Erigyios war ein gebürtiger Grieche aus Mytilene, erhielt aber wohl wie auch sein Bruder in Amphipolis von König Philipp II. das makedonische Bürgerrecht verliehen. Die Brüder gehörten offenbar einer älteren Generation als Alexander an, da Erigyios von Curtius Rufus für das Jahr 330 v. Chr. als „weißhaarig“ bezeichnet wurde. Im Zusammenhang mit der „Pixodaros-Affäre“ im Jahr 336 v. Chr. begleitete er Alexander, zusammen mit seinem Bruder, Nearchos, Ptolemaios und Harpalos, ins Exil und kehrte erst nach der Ermordung Philipps II. und dem Machtantritt Alexanders im selben Jahr an den Hof zurück.
Während des Asienfeldzuges führte Erigyios die Kavallerie der griechischen Bundestruppen in der Schlacht bei Issos (333 v. Chr.) und war für die Sicherung der Provinz Koilesyrien (332/1 v. Chr.) verantwortlich. In der Schlacht von Gaugamela (331 v. Chr.) führte er erneut die griechische Kavallerie an. Im Folgejahr begleitete er Alexander von Ekbatana aus bei der Verfolgung des Dareios III. und zog mit ihm durch Medien und Parthien. Er nahm an der Unterwerfung der Provinz Hyrkanien teil, deren Satrap Satibarzanes sich sofort ergab und deshalb in seinem Amt belassen wurde. Als das Heer jedoch weiter in den Osten gezogen war, revoltierte Satibarzanes und besetzte die Provinz Areia. Erigyios wurde zusammen mit Artabazos und Karanos nach Areia ausgesandt, um diese Provinz wieder unter Kontrolle zu bringen. In einem Zweikampf tötete er Satibarzanes eigenhändig, indem er ihm seinen Speer in das Genick warf. Anschließend enthauptete er ihn, um den Kopf als Trophäe zu verwenden.
Am Jaxartes versuchten Erigyios, Hephaistion und Krateros vergeblich, Alexander von einer Überquerung des Flusses für einen anschließenden Kampf gegen die Skythen abzubringen. Im Winter 328 v. Chr. starb Erigyios in Sogdien nach einer Krankheit und wurde in einem feierlichen Akt bestattet.